# Parametri di Stokes

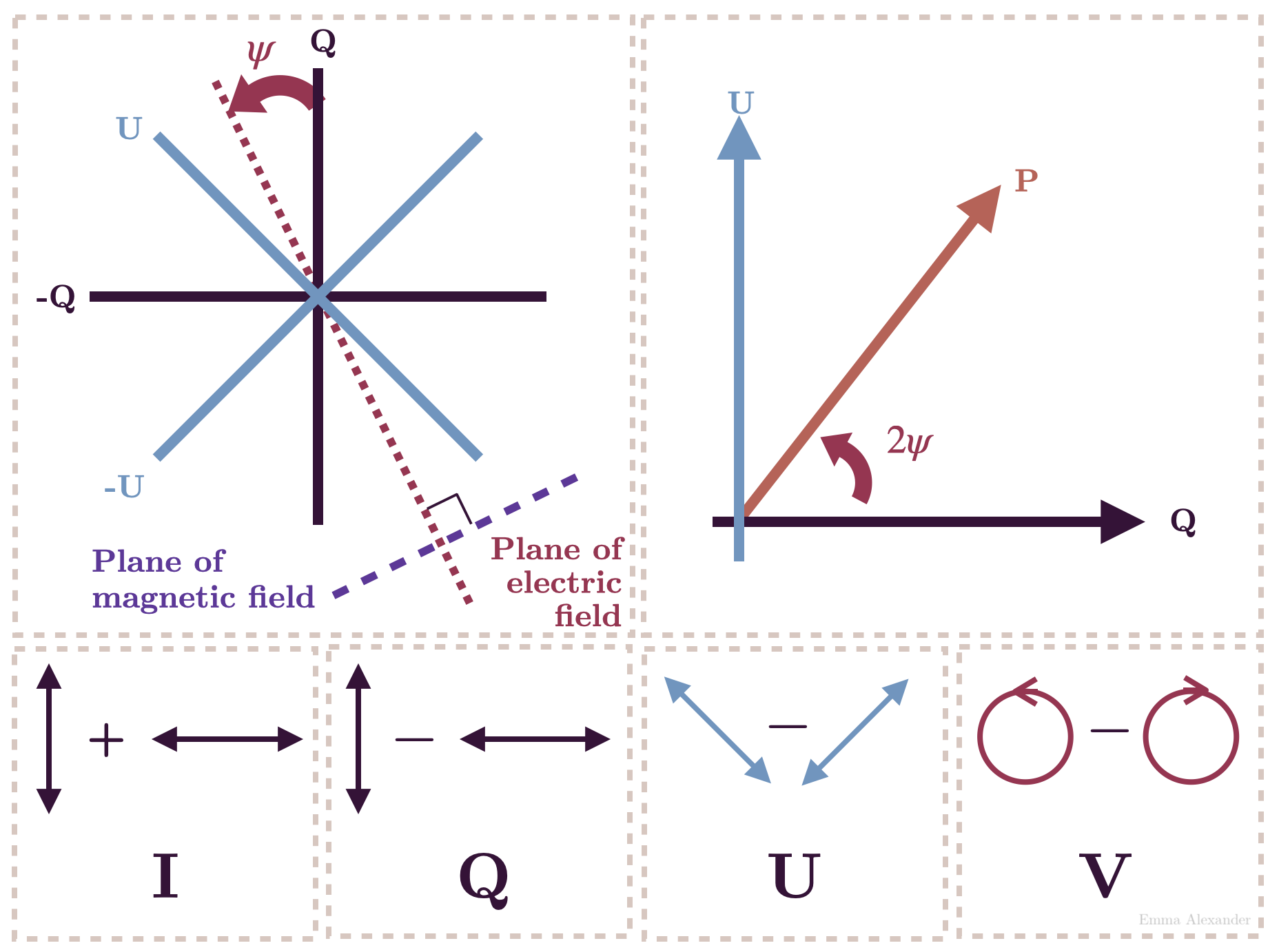
I parametri di Stokes I, Q, U e V.

I parametri di Stokes sono un insieme di quattro valori che descrivono lo stato di polarizzazione della radiazione elettromagnetica, inclusa la luce visibile. Furono introdotti da George Gabriel Stokes nel 1852 come alternativa matematicamente conveniente alla descrizione più comune della radiazione incoerente o parzialmente polarizzata in termini della sua intensità totale I, del suo grado di polarizzazione p, e dei parametri di forma dell'ellisse di polarizzazione. I quattro parametri formano il vettore di Stokes.
L'effetto di un sistema ottico sulla polarizzazione della luce può essere determinato conoscendo il vettore di Stokes per la luce in ingresso e applicando il calcolo di Müller, così da ottenere il vettore di Stokes della luce in uscita.
Il lavoro originale di Stokes è stato riscoperto indipendentemente da Francis Perrin nel 1942 e da Subrahmanyan Chandrasekhar nel 1947, che diede il nome di "parametri di Stokes".

## Definizione

Ellisse di polarizzazione e i parametri ψ e χ della sfera di Poincaré.

La formula che mette in relazione i parametri di Stokes {\displaystyle (S_{0},S_{1},S_{2},S_{3})} (talvolta indicati con I, Q, U e V) con i parametri di intensità e del grado di polarizzazione è la seguente:

La sfera di Poincaré parametrizza i valori S_{1}, S_{2}, S_{3} in coordinate sferiche.

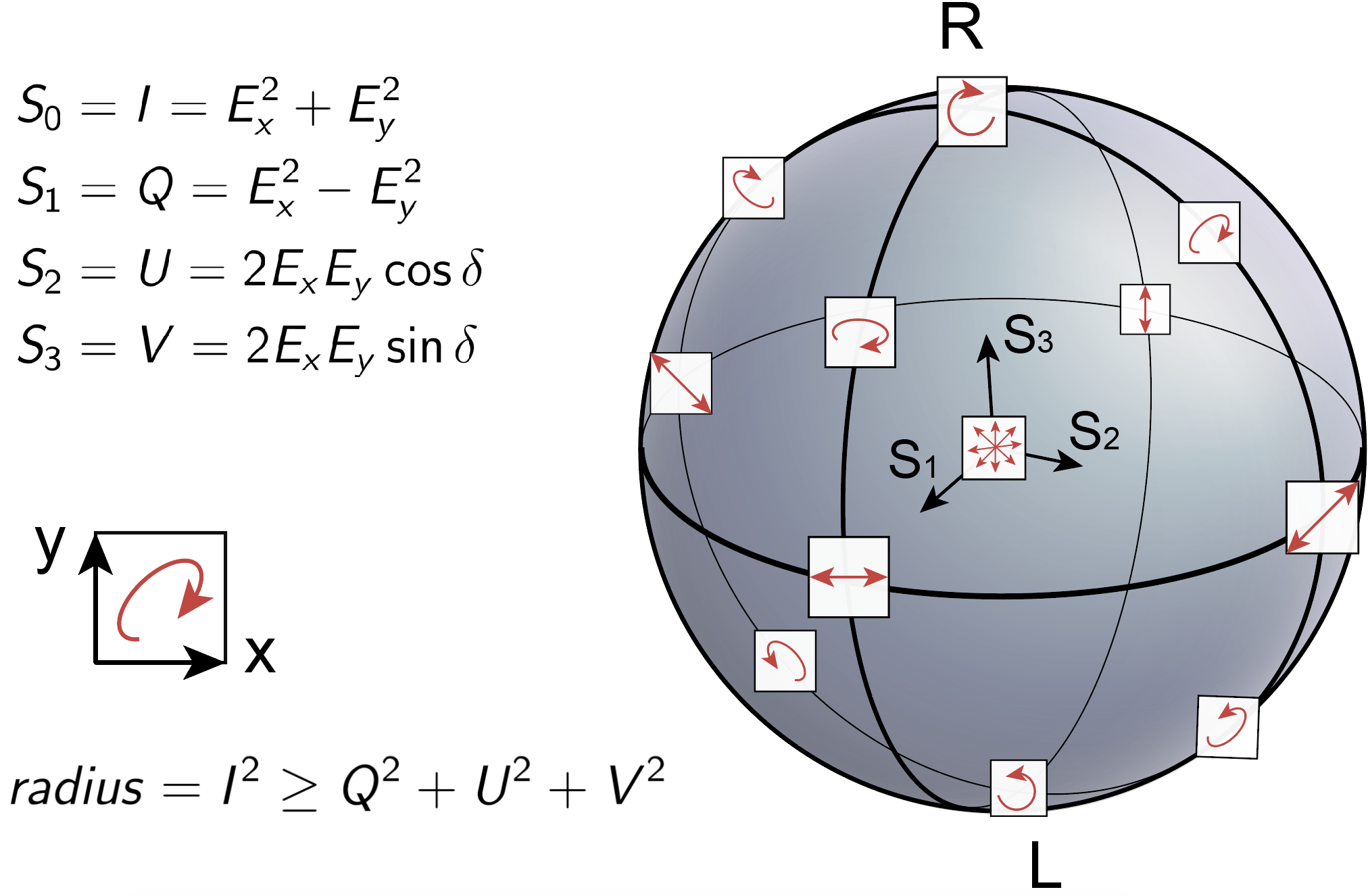
Stati di polarizzazione sulla sfera di Poincaré.

{\displaystyle {\begin{aligned}S_{0}&=I\\S_{1}&=Q=Ip\cos 2\psi \cos 2\chi \\S_{2}&=U=Ip\sin 2\psi \cos 2\chi \\S_{3}&=V=Ip\sin 2\chi \end{aligned}}}
I parametri  {\displaystyle Ip}, {\displaystyle 2\psi } e {\displaystyle 2\chi } sono le coordinate sferiche di un vettore tridimensionale di coordinate cartesiane {\displaystyle (S_{1},S_{2},S_{3})}. {\displaystyle I} è l'intensità totale del fascio luminoso, e {\displaystyle p} il grado di polarizzatione, limitato in {\displaystyle 0\leq p\leq 1}. il fattore 2 prima di  {\displaystyle \psi } rappresenta il fatto che ogni ellisse di polarizzazione è indistinguibile da un'ellisse ruotata di 180°, mentre il fattore due prima di {\displaystyle \chi } indica che un'ellisse è indistinguibile da una in cui i semi assi sono scambiati e ruotata di 90°. I parametri di Stokes non mantengono l'informazione della fase della luce polarizzata.
Le coordinate sferiche possono essere ottenute dai parametri {\displaystyle (S_{0},S_{1},S_{2},S_{3})}:
{\displaystyle {\begin{aligned}I&=S_{0}\\p&={\frac {\sqrt {S_{1}^{2}+S_{2}^{2}+S_{3}^{2}}}{S_{0}}}\\2\psi &=\mathrm {arctan} {\frac {S_{2}}{S_{1}}}\\2\chi &=\mathrm {arctan} {\frac {S_{3}}{\sqrt {S_{1}^{2}+S_{2}^{2}}}}\\\end{aligned}}}

### Vettori di Stokes
I parametri di Stokes sono spesso combinati in un vettore detto vettore di Stokes:
{\displaystyle {\vec {S}}\ ={\begin{pmatrix}S_{0}\\S_{1}\\S_{2}\\S_{3}\end{pmatrix}}={\begin{pmatrix}I\\Q\\U\\V\end{pmatrix}}}
Questi vettori coprono uno spazio vettoriale che include luce non polarizzata, parzialmente polarizzata e completamente polarizzata. Una descrizione alternativa usa i vettori di Jones, che comprendono solo il caso completamente polarizzato; questi sono utili in problemi di luce coerente. I quattro parametri di Stokes hanno il vantaggio di essere misurati o calcolati più semplicemente.
Si noti che esiste una ambiguità nella scelta del segno per il parametro V, legato alla polarizzazione circolare. Esistono due convenzioni per la definizione dei parametri: una convenzione li definisce i parametri guardando il fascio nella direzione di propagazione ("dando le spalle" alla sorgente), e una nella direzione opposta ("guardando" la sorgente); le due convenzioni danno segno opposto per V.

### Esempi
Nel seguito sono riportati i vettori di Stokes per alcuni stati di polarizzazione.
| {\displaystyle {\begin{pmatrix}1\\1\\0\\0\end{pmatrix}}}  | Polarizzazione lineare (orizzontale)           |
| {\displaystyle {\begin{pmatrix}1\\-1\\0\\0\end{pmatrix}}} | Polarizzazione lineare (verticale)             |
| {\displaystyle {\begin{pmatrix}1\\0\\1\\0\end{pmatrix}}}  | Polarizzazione lineare (+45° dall'orizzontale) |
| {\displaystyle {\begin{pmatrix}1\\0\\-1\\0\end{pmatrix}}} | Polarizzazione lineare (-45° dall'orizzontale) |
| {\displaystyle {\begin{pmatrix}1\\0\\0\\1\end{pmatrix}}}  | Polarizzazione circolare destra                |
| {\displaystyle {\begin{pmatrix}1\\0\\0\\-1\end{pmatrix}}} | Polarizzazione circolare sinistra              |
| {\displaystyle {\begin{pmatrix}1\\0\\0\\0\end{pmatrix}}}  | Non polarizzata                                |

## Descrizione alternativa
Un'onda piana monocromatica è definita dal suo vettore di propagazione {\displaystyle {\vec {k}}}, e dalla ampiezza complessa del campo elettrico {\displaystyle E_{1}} and {\displaystyle E_{2}}, data in una certa base {\displaystyle ({\hat {\epsilon }}_{1},{\hat {\epsilon }}_{2})}. La coppia {\displaystyle (E_{1},E_{2})} è chiamata vettore di Jones. Alternativamente, si può specificare il vettore di polarizzazione, la fase {\displaystyle \phi }, e lo stato di polarizzazione {\displaystyle \Psi }, dato dalla curva tracciata dal campo elettrico in funzione del tempo in un piano fissato. Gli stati di polarizzazione più comuni sono quello lineare e circolare, che sono casi degeneri del più generale stato ellittico.
In questo modo si può descrivere la polarizzazione dando i semiassi maggiori e minori dell'ellisse, la sua orientazione, e la direzione di rotazione.
I parametri {\displaystyle I}, {\displaystyle Q}, {\displaystyle U}, e {\displaystyle V} sono una alternativa conveniente in quanto corrispondono a somma o differenza di valori di intensità misurabili sperimentalmente, come illustrato nella figura seguente.

### Definizioni
Usando questa descrizione, i parametri di Stokes possono essere definiti in base ai valori di intensità:
{\displaystyle {\begin{aligned}I&\equiv \langle E_{x}^{2}\rangle +\langle E_{y}^{2}\rangle \\&=\langle E_{a}^{2}\rangle +\langle E_{b}^{2}\rangle \\&=\langle E_{r}^{2}\rangle +\langle E_{l}^{2}\rangle ,\\Q&\equiv \langle E_{x}^{2}\rangle -\langle E_{y}^{2}\rangle ,\\U&\equiv \langle E_{a}^{2}\rangle -\langle E_{b}^{2}\rangle ,\\V&\equiv \langle E_{r}^{2}\rangle -\langle E_{l}^{2}\rangle .\end{aligned}}}
In queste formule sono stati usate diverse basi per i vettori di Jones, indicate dal pedice: una base cartesiana "standard" ({\displaystyle {\hat {x}},{\hat {y}}}, "orizzontale" e "verticale"), una base cartesiana ruotata di 45° rispetto alla precedente ({\displaystyle {\hat {a}},{\hat {b}}}), e la base circolare ({\displaystyle {\hat {l}},{\hat {r}}}), che è definita come {\displaystyle {\hat {l}}=({\hat {x}}+i{\hat {y}})/{\sqrt {2}}}, {\displaystyle {\hat {r}}=({\hat {x}}-i{\hat {y}})/{\sqrt {2}}}.
I simboli ⟨⋅⟩ indicano il valore di aspettazione: la luce viene considerata una variabile aleatoria nello spazio complesso C2 dei vettori di Jones {\displaystyle (E_{1},E_{2})}. Ogni misura si riferisce ad un'onda specifica (con una specifica fase, ellisse di polarizzazione e ampiezza), che continuamente "oscilla" tra diversi valori; il valore di aspettazione è la media di tali valori. La luce "non polarizzata" ha I > 0 e Q = U = V = 0, indicando l'assenza di una polarizzazione prevalente.
Nel caso opposto di una onda piana sinusoidale, perfettamente definita (non aleatoria), il valore medio assume il valore della ampiezza quadra dell'onda, indicata con {\displaystyle |E_{x}|^{2},|E_{y}|^{2}} eccetera.

### Definizioni in basi date
In una base cartesiana data ({\displaystyle {\hat {x}},{\hat {y}}}), usando la convezione di "fase crescente", i parametri sono dati da, 
{\displaystyle {\begin{aligned}I&=|E_{x}|^{2}+|E_{y}|^{2},\\Q&=|E_{x}|^{2}-|E_{y}|^{2},\\U&=2\mathrm {Re} (E_{x}E_{y}^{*}),\\V&=-2\mathrm {Im} (E_{x}E_{y}^{*}),\\\end{aligned}}}.
Per la base {\displaystyle ({\hat {a}},{\hat {b}})} si ha
{\displaystyle {\begin{aligned}I&=|E_{a}|^{2}+|E_{b}|^{2},\\Q&=-2\mathrm {Re} (E_{a}^{*}E_{b}),\\U&=|E_{a}|^{2}-|E_{b}|^{2},\\V&=2\mathrm {Im} (E_{a}^{*}E_{b}).\\\end{aligned}}}
e per la base circolare {\displaystyle ({\hat {l}},{\hat {r}})}:
{\displaystyle {\begin{aligned}I&=|E_{l}|^{2}+|E_{r}|^{2},\\Q&=2\mathrm {Re} (E_{l}^{*}E_{r}),\\U&=-2\mathrm {Im} (E_{l}^{*}E_{r}),\\V&=|E_{r}|^{2}-|E_{l}|^{2}.\\\end{aligned}}}

## Proprietà
Nel caso di radiazione coerente e monocromatica, dalle equazioni precedenti si ricava
{\displaystyle Q^{2}+U^{2}+V^{2}=I^{2}.}
Nel caso di radiazione parzialmente polarizzata, l'equazione precedente diventa una diseguaglianza:
{\displaystyle Q^{2}+U^{2}+V^{2}\leq I^{2}.}
Possiamo tuttavia definire una intensità totale della luce polarizzata
{\displaystyle Q^{2}+U^{2}+V^{2}=I_{p}^{2},}
e {\displaystyle I_{p}/I} è la frazione di luce polarizzata.
Definiamo l'intensità complessa della polarizzazione lineare come
{\displaystyle L\equiv |L|e^{i2\theta }\equiv Q+iU.}
Per una rotazione {\displaystyle \theta \rightarrow \theta +\theta '} dell'ellisse di polarizzazione, si trova che {\displaystyle I} e {\displaystyle V} sono invarianti, ma
{\displaystyle {\begin{aligned}L&\rightarrow e^{i2\theta '}L,\\Q&\rightarrow {\mbox{Re}}\left(e^{i2\theta '}L\right),\\U&\rightarrow {\mbox{Im}}\left(e^{i2\theta '}L\right).\\\end{aligned}}}
Con queste proprietà, si possono definire tre intensità generalizzate dai parametri di Stokes:
{\displaystyle {\begin{aligned}I&\geq 0,\\V&\in \mathbb {R} ,\\L&\in \mathbb {C} ,\\\end{aligned}}}
dove {\displaystyle I}è l'intensità totale, {\displaystyle |V|} l'intensità della luce polarizzata circolarmente, e {\displaystyle |L|} l'intensità della luce polarizzata linearmente. L'intensità totale della luce polarizzata è {\displaystyle I_{p}={\sqrt {|L|^{2}+|V|^{2}}}}, e l'orientazione e senso di rotazione sono date da
{\displaystyle {\begin{aligned}\theta &={\frac {1}{2}}\arg(L),\\h&=\operatorname {sgn}(V).\\\end{aligned}}}
Poiché {\displaystyle Q={\mbox{Re}}(L)} e {\displaystyle U={\mbox{Im}}(L)}, si trova
{\displaystyle {\begin{aligned}|L|&={\sqrt {Q^{2}+U^{2}}},\\\theta &={\frac {1}{2}}\tan ^{-1}(U/Q).\\\end{aligned}}}

## Relazione con l'ellisse di polarizzazione
In termini dei parametri dell'ellisse di polarizzazione, i parametri di Stokes sono
{\displaystyle {\begin{aligned}I_{p}&=A^{2}+B^{2},\\Q&=(A^{2}-B^{2})\cos(2\theta ),\\U&=(A^{2}-B^{2})\sin(2\theta ),\\V&=2ABh.\\\end{aligned}}}
Le relazioni inverse sono:
{\displaystyle {\begin{aligned}A&={\sqrt {{\frac {1}{2}}(I_{p}+|L|)}}\\B&={\sqrt {{\frac {1}{2}}(I_{p}-|L|)}}\\\theta &={\frac {1}{2}}\arg(L)\\h&=\operatorname {sgn}(V).\\\end{aligned}}}

## Relazione con operatori Hermitiani e stati quantistici misti
Da un punto di vista geometrico e algebrico i parametri di Stokes sono in corrispondenza uno a uno con un cono 4-dimensionale, chiuso e convesso di operatori hermitiani non negativi sullo spazio di Hilbert C2. Il parametro I rappresenta la traccia dell'operatore, e gli elementi di matrice sono funzioni lineari dei parametri I, Q, U, V. In questo modo si definiscono gli operatori  di Stokes, corrispondenti ai parametri.  Gli autovalori e autostati degli operatori possono essere calcolati dalla ellisse di polarizzazione con i valori di I, p, ψ, χ.
I parametri di Stokes con I uguale a 1 (cioè operatori a traccia 1) sono in corrispondenza uno a uno con la palla unitaria chiusa tridimensionale di stati quantistici misti (o operatori densità) dello spazio C2, il cui bordo è la sfera di Bloch. Il vettore di Jones corrisponde al sottostante spazio  C2, lo spazio degli stati puri dello stesso sistema. Si noti che l'informazione sulla fase quantistica si perde passando da uno stato puro |φ⟩ al corrispondente stato misto |φ⟩⟨φ|, così come la fase del campo elettrico si perde passando dal vettore di Jones a quello di Stokes.